# Acer purpureum
Acer purpureum é uma espécie de árvore do gênero Acer, pertencente à família Aceraceae.